# Volo Angara Airlines 9007
L'11 luglio 2011 il volo Angara Airlines 9007, un Antonov An-24 turboelica operante una rotta che collega Tomsk a Surgut, in Russia, atterrò nel fiume Ob' dopo aver subito un incendio al motore. Sette delle 37 persone a bordo persero la vita.

## L'aereo
Il velivolo coinvolto nell'incidente era un Antonov An-24RV con codice di registrazione RA-47302. Prodotto nel 1975, al momento dell'incidente aveva 36 anni volando per oltre 48.000 ore di volo. Era spinto da due motori turboelica Ivchenko AI-24.

## L'incidente
Il volo Angara Airlines IK9007 (segnalato anche come volo SP5007) era decollato dall'aeroporto di Bogashevo alle 10:10 ora locale (UTC+7) dell'11 luglio diretto all'aeroporto Internazionale di Surgut, con 4 membri dell'equipaggio e 33 passeggeri a bordo.
Intorno alle 11:36, mentre l'aereo era a quota 20 000 piedi (6 100 m), un rilevatore di particelle magnetico segnalò la presenza di corpi estranei nel sistema dell'olio del motore di babordo (a sinistra). Il comandante decise di continuare il volo, ma 8 minuti dopo l'abitacolo si riempì di odore di bruciato, facendo attivare temporaneamente l'allarme antincendio del motore di sinistra. Il pilota ridusse la potenza del motore, ma non lo spense, e chiuse l'alimentazione allo spurgo dell'aria.
L'equipaggio dirottò verso l'aeroporto di Nižnevartovsk e alle 11:52, a seguito di un improvviso calo della pressione dell'olio e dell'inizio di forti vibrazioni, i piloti si resero conto che il motore era effettivamente in fiamme, e poco dopo lo spensero per poi attivare il sistema antincendio. Tuttavia il fuoco non si estinse e l'equipaggio decise di atterrare immediatamente nel vicino fiume Ob'.
L'An-24 cadde alle 11:56 vicino a Strezhevoy, a circa 60 km a sud-est di Nizhnevartovsk. A causa del basso fondale e della presenza di onde nel letto del fiume, il velivolo rimase gravemente danneggiato nella caduta. Sette delle 37 persone a bordo persero la vita, mentre le restanti diciannove furono curate per le ferite riportate.

## Le indagini

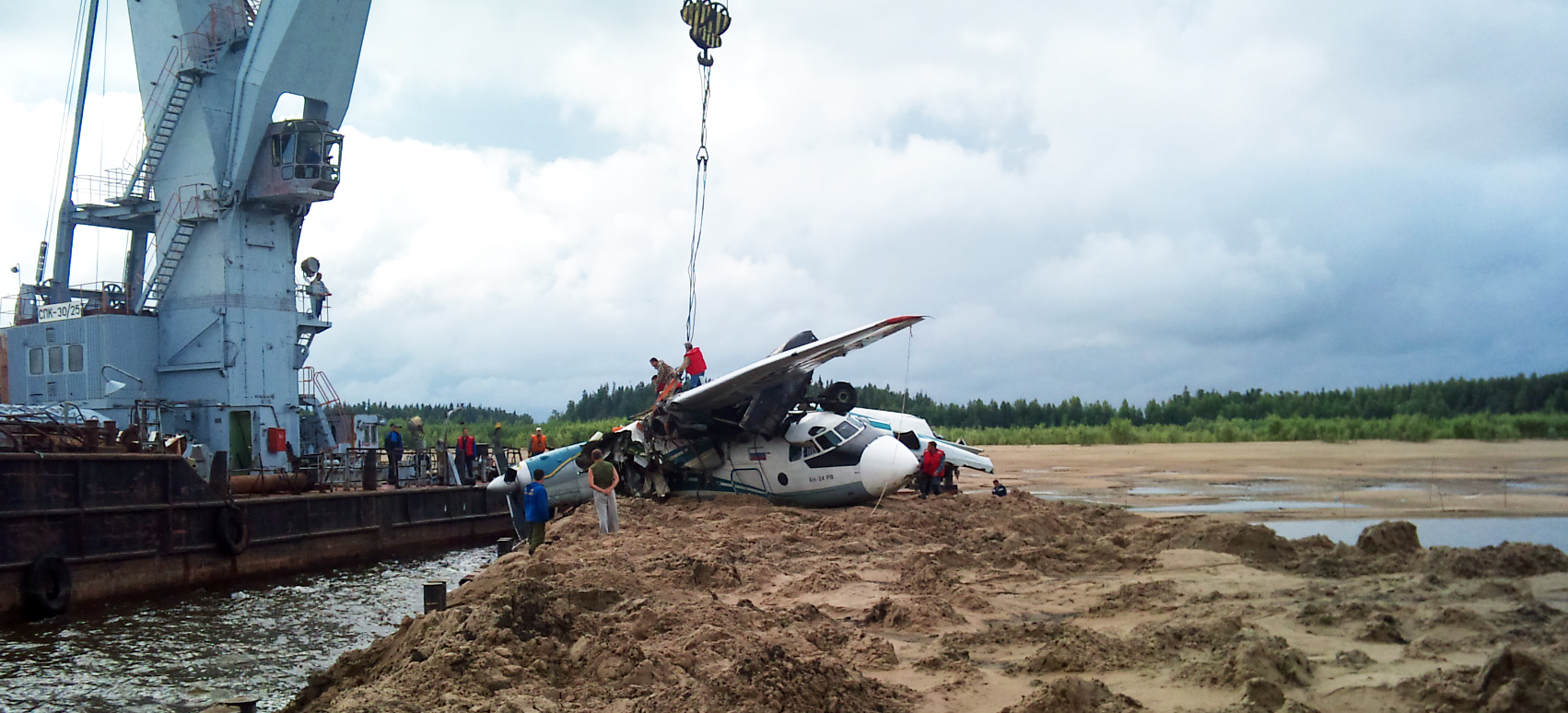
I resti del volo 9007 mentre vengono estratti dal fiume.

L'Interstate Aviation Committee (IAC/MAK) della Comunità degli Stati Indipendenti aprì un'indagine sull'incidente. Sia il registratore vocale della cabina di pilotaggio che il registratore dei dati di volo vennero recuperati ed esaminati.
Nell'agosto 2011, l'ufficio della procura per i trasporti della Siberia occidentale annunciò che la manutenzione dell'aeromobile era risultata non conforme alle normative russe e che i controlli di manutenzione per il rilevatore di chip magnetici erano stati annotati nel registro tecnico dell'aeromobile senza essere mai eseguiti. Vennero accusati due funzionari di Angara Airlines.
Nel dicembre 2013, il MAK pubblicò il suo rapporto finale. Aveva riscontrato che l'incendio del motore era partito dal guasto di un cuscinetto di supporto del rotore del compressore, probabilmente a causa di un difetto di fabbricazione o di un errato rimontaggio del motore dopo la manutenzione. Il rapporto cita come fattore determinante l'apparente riluttanza del comandante a spegnere il motore sinistrato nonostante varie indicazioni anomale, che avevano permesso all'incendio di svilupparsi e di non poter essere spento.